# Сражения Александра Македонского
Сражения Александра Македонского — битвы, в которых правитель Македонского царства принимал участие, начиная с периода смерти Филиппа II и оканчивая походом в Индию. В 324 году до н.э. Александр Македонский готовился к походу в Аравию.

## Сражения в Греции и Македонии
- 340 год до н. э. — восстание медов: в возрасте 16 лет Александр Македонский подавил восстание медов, фракийского племени на северо-восточной границе Македонии, в то время как его отец, Филипп II, осаждал Византий на Босфоре (Плутарх, «Александр»).
- август 338 года до н. э. — сражение при Херонее: в центральной Греции объединенное войско Афин, Фив и других городов Эллады было разгромлено македонским царем Филиппом II. В возрасте 18 лет Александр возглавлял левое крыло македонской армии. После сражения Греция признала власть Македонии над собой.
- весна-лето 335 года до н. э. — поход на Балканы: первые сражения Александра в качестве македонского царя. В ходе боев на Балканах до реки Истр (совр. Дунай) разбит ряд восставших фракийских и иллирийских племен (трибалы, пеоны, геты, тавлантии и др.).
- сентябрь 335 года до н. э. — осада Фив: стремительный бросок из Иллирии на штурм восставшего города Фивы в Беотии, одного из самых сильных в Элладе того времени. Быстрая победа и разрушение древнего и сильного города подавили волю греков к сопротивлению.

## Поход в Азию (334—325 годы до н. э.)
- май 334 года до н. э. — битва на реке Граник: Александр Македонский разбил войско персидских сатрапов на реке Граник в Малой Азии, недалеко от легендарной Трои. После битвы вся Малая Азия в течение года попала под власть Александра.
- осень 334 года до н. э. — осада Галикарнаса: осада и штурм столицы Карии, прибрежного города Галикарнаса на южной оконечности полуострова Малая Азия. В ходе осады погибло немало солдат из гарнизона, но персам удалось вырваться морем. Галикарнасс был сдан после тяжелого боя без населения и разрушен по приказу Александра.
- ноябрь 333 года до н. э. — битва при Иссе: разгромлено персидское войско царя Дария III в Киликии (Малая Азия). Александр легко ранен мечом в бедро. Дарий бежал, Александр мог без помех продолжить завоевание Азии.
- январь-июль 332 года до н. э. — осада Тира: семимесячная осада и взятие штурмом неприступного финикийского города Тира. Персидская держава лишилась своего морского флота, так как все основные приморские базы и города оказались во власти Александра.
- сентябрь-октябрь 332 года до н. э. — осада Газы: двухмесячная осада и взятие штурмом города Газа в Палестине. Александр тяжело ранен стрелой в плечо. После падения Газы Александр легко овладел Египтом.
- 1 октября 331 года до н. э. — битва при Гавгамелах: решающее сражение, после которого Персидская империя прекратила существование. Войско персидского царя Дария III разбито за рекой Евфрат, на территории современного иракского Курдистана. Дарий бежал, но вскоре был убит своим сатрапом.
- зима 330 года до н. э. — битва при Персидских воротах: разбив войско сатрапа Ариобарзана, македонское войско открыло себе путь к Персеполю.
- 329—327 годы до н. э. — Горная война: война в Согдиане и Бактрии с местными повстанцами. Сражения носят локальный характер, местные правители при помощи партизанских действий пытаются завоевать независимость. После уничтожения лидеров и захвата горных крепостей сопротивление местной знати в основном подавлено.
- июль 326 года до н. э. — битва на реке Гидасп: битва с индийским царём Пором на реке Гидасп, восточным притоком реки Инд. Македоняне впервые сражались со слонами и понесли тяжёлые потери, после которых отказались следовать за Александром дальше на восток за реку Ганг.
- 326—325 годы до н. э. — штурм города маллов: бои с племенами Индии, проживающими вдоль рек Гидасп и Инд. Вынужденный отказаться от похода на Восток, Александр возвращался в Персию через новые земли, присоединяя или истребляя местных жителей. В бою за один из городов маллов Александр был тяжело ранен стрелой в грудь и лишь чудом выжил.